# はじまりの合図
「はじまりの合図」（はじまりのあいず）は、ケツメイシのメジャー6枚目・通算9枚目のシングルである。2003年1月8日発売。発売元はトイズファクトリー。

## 概要
ミュージック・ビデオ監督は山口保幸。「はじまりの合図」は、名前の通り、ライブにおいて1曲目でよく歌われる。2015年11月下旬より日本ハム『シャウエッセン』のCMソングとして使用されている。

## 収録曲
作詞・作曲：ケツメイシ　編曲：ケツメイシ・YANAGIMAN
1. はじまりの合図(4:50)
2. 門限やぶり(5:50)

## 収録アルバム
- オリジナル『ケツノポリス3』（2003年10月1日）※両楽曲とも収録